# Episodi di Praxis Bülowbogen (quarta stagione)
La quarta stagione della serie televisiva Praxis Bülowbogen è stata trasmessa in anteprima in Germania dalla Das Erste nel corso del 1994.
| nº | Titolo originale          | Titolo italiano | Prima TV Germania | Prima TV Italia |
| -- | ------------------------- | --------------- | ----------------- | --------------- |
| 1  | Überall Streß             | inedito         | 1994              | inedito         |
| 2  | Logierbesuche             | inedito         | 1994              | inedito         |
| 3  | Unerwartete Wendung       | inedito         | 1994              | inedito         |
| 4  | Saalbachs Abschied        | inedito         | 1994              | inedito         |
| 5  | Rechte Helden             | inedito         | 1994              | inedito         |
| 6  | Crash                     | inedito         | 1994              | inedito         |
| 7  | Eine längere Geschichte   | inedito         | 1994              | inedito         |
| 8  | Der Unglückspfennig       | inedito         | 1994              | inedito         |
| 9  | Vollmond                  | inedito         | 1994              | inedito         |
| 10 | Heute vor vielen Jahren   | inedito         | 1994              | inedito         |
| 11 | Lass es bitte!            | inedito         | 1994              | inedito         |
| 12 | Verspielt                 | inedito         | 1994              | inedito         |
| 13 | Rote Rosen für Pia        | inedito         | 1994              | inedito         |
| 14 | Besser spät als gar nicht | inedito         | 1994              | inedito         |
| 15 | Anruf genügt              | inedito         | 1994              | inedito         |
| 16 | Heimlichkeiten            | inedito         | 1994              | inedito         |
| 17 | Überholverbot             | inedito         | 1994              | inedito         |
| 18 | Hilflos                   | inedito         | 1994              | inedito         |
| 19 | Ruhe vor dem Sturm        | inedito         | 1994              | inedito         |
| 20 | Eine Pause für immer      | inedito         | 1994              | inedito         |